# Hou Wang Temple

Hou Wang Temple

Hou Wang Temple is een Chinese tempel aan de Herberton Road in Atherton, Queensland, Australië gemaakt van hout en ijzer. De tempel werd in 2002 gerestaureerd en heeft nu een kunstgalerij en een vergaderruimte. Het is op alle dagen van de week geopend. De tempel is gewijd aan de Zuid-Chinese god Hou Wang. Het is een van de twee/drie Hou Wangtempels buiten China.

## Geschiedenis
De tempel ligt vlak bij Platypus Park en werd in 1903 gebouwd en is daarmee een van de oudste Chinese tempels in het land. Het was ooit een centrum voor de duizend Chinese Australiërs in de omgeving. Ze werkten hier als houtkappers, tuinders en maïsboeren.